# 臺南市私立南光高級中學
臺南市私立南光高級中等學校，原稱臺南縣私立臺糖初級中學，位於臺灣臺南市新營區新營糖廠廠區之內，由台灣糖業公司設立，原目的在於提供糖廠子弟就學的機會，曾規定入學考試錄取人數的八成應為台糖員工子女，現為轉型成普通高級中學，全面開放名額。

## 沿革
南光中學的前身是1947年9月創立的「臺南縣私立臺糖初級中學」，由台糖協理陸寶愈兼任校長，稍後台糖總公司又於臺北士林設立私立臺糖中學，故臺北市的中學又稱臺北糖中，而設於新營的又稱「新營糖中」。後來由於台糖當局以員工子弟大多位於臺南為由，於1948年8月12日將臺北糖中南遷，與新營糖中合併。
臺糖初級中學最初僅使用「三光寮」（原為單身宿舍）作為校舍，並需要借用新營糖廠的中山堂上課，後於1948年新建一棟校舍，而在此同時校長一職也由陸寶愈兼任轉交給楊壽年、陳紹鵬擔任。1949年8月改由司馬融編主持校務，並將校名改為「私立南光初級中學」後辦理立案，後於11月21日經臺灣省政府教育廳准予備查立案。隔年（1950年）增設高中科，正式校名改為「臺南縣私立南光中學」，並大幅擴充學校設施。此一時期學生大多是台糖員工子弟，少部分為蔗農子弟，而此時該校除規定入學考試錄取人數應有八成為員工子弟外，並對員工直系子弟提供免繳除了制服與寄宿生膳食費（30斤食米與菜金）外的其他學雜費、書本簿籍與住宿等費用的福利，並提供被單與蚊帳給住宿生。此外每年的招生考試因台糖的經營據點幾乎遍布全臺，故得分成臺北（總公司）、臺中（臺中總廠）、臺東（臺東糖廠）、屏東（屏東糖廠）、新營（南光中學）五個考區。
1957年2月18日南光中學董事會決定逐年縮減普通科，改採建教方式辦理高級農業科以配合台糖的需要，同時也計畫與教育行政機關建教合作籌辦技工訓練班，但後來因故停辦。而由於南光中學校內無實習農場且校舍有限，故在新營副產加工廠東側興建高農科校舍，並在11月21日舉行南光中學創校十週年慶與高農科校舍落成典禮，隔年因為學校多方面發展，校名改為「臺南縣私立南光實驗中學」。南光中學的高農科修業時間為三年，且每年台糖還會從在職農務人員選出五名推薦進入高農科就讀，而在學習方面除一般農業課程外，特別著重與甘蔗相關的專業課程，實施建教合一方式，全員一律住宿，平時自種蔬菜與養豬作為伙食的補充，寒假時期則會被派去各糖廠農場實習，而學生畢業後經台糖檢定合格及派赴農場實際工作，無須再經過農務實習階段。不過高農科僅辦理四屆便停招，校名也隨之復舊。另外在此同時，台糖因為中央政府有國營企業不得經營中學的政策壓力，所以1957年起台糖公司便將學校經用從預算中刪除，校方則仰賴先前台糖撥贈的愛國公債（1951年）與續撥的18萬9千元基金（1952年）的孳息勉強自給。後來又因為臺灣省政府明令南光中學必須在省立中學招生後才能辦理招生（原為同時招生），且必須依照省中或私中標準收費，使得南光中學的招生優勢逐漸喪失。
1958年起，南光中學開始向員工子女收費，同時將員工子弟錄取比率提高到95%，隔年因經費問題，所以初中兩班中，入學成績較好的一班以省中標準收費，而由非員工子弟與成績較差的一班則按朝私中標準收費。而由於原有福利減少，導致遠地錄取生放棄就讀，而且以初中更為嚴重，報到率只有一半左右，1961年時初中正取96人有64人未到，備取25人僅來8人，此外這年從學生結構來看，主要來自新營、岸內、南靖、烏樹林等糖廠與相關單位，顯示遠方單位的員工子弟就讀意願大為降低。而由於學校財政依然拮据，1962年起一律改以私立中學標準收費，但也在董事長朱有宣張羅下，獲得台糖福利委員會對宿雜費的補助，而台灣糖業協會每學期也補助五萬元的子女獎助學金。
1966年8月1日，南光中學由台糖公司移交給職工福利委員會接辦，而這一年也因為是總統80歲生日，所以台糖工聯會集資十多萬元，職工福利委員會籌款170多萬，於南光中學興建教學大樓——介壽樓。工程從1968年2月14日上午奠基典禮開始，該年10月完工，10月29日舉行落成典禮，樓高三層，為此國民黨產業黨部第一支黨部亦在該樓廣場立銅像，於落成典禮當天一同揭幕。1972年6月26日，南光中學董事會在臺北召開後，決定進行改組並將董事會遷到南光中學內，此外也研議增設職業科。7月3日職工福利委員會常務會議決定台糖員工子弟一律免收學費並減免住宿費，而同年蔗農消費合作社撥助南光中學15萬元獎學金。
1974年2月9日南光中學正式決定增設職業科，採建教合作方式，而該學年度便開始招生，招收機工科、電工科與製糖科，每科各兩班，一班50人，而學生入學後便與台糖簽約，由台糖協助技藝訓練，此外建教班學生免學雜費，享有勞保，在廠期間有津貼，經過三年並畢業後，台糖會以合格技工身份優先任用。技藝訓練機工科與電工科採用兩班照月輪調的制度，輪流到農工處新營修配廠（機工）、新營總廠與附近糖廠（電工）受訓，製糖科則配合糖廠開工期，兩班同進同出，一年有一半的時間待在糖廠裡，直到1975年才改為月輪調制。由於條件與福利優厚，報名人數眾多且競爭激烈。1975年開始，技術生會分批送到基隆北區職訓中心接受鉗工、車工、焊工、冷作、電工等職種的專精訓練，為期三個月，以取得乙級技術士檢定。而在增設上述類科之後，南光中學又增設普通高工班機工、機械製圖（1979年）、資料處理（1989年）等班。
1979年8月，南光中學正式校名改為「臺南縣私立南光高級中學」，並持續增建學校設施，如學生宿舍與勤學樓（高中部大樓）。而在2001年時南光高中與台糖的建教合作結束，停招機工科與製圖科，這一年在新營總廠協助規畫下該校新建的仁愛樓也宣告完工。隔年（2002年）高中部增班後，南光高中開始從建教班型態轉變為完全中學，後於2006年正式停招高職部。
2010年12月原臺南縣市合併升格為直轄市臺南市，該校也隨後更名為「臺南市私立南光高級中學」。

## 校友
- 魯肇忠（第二屆）：中華民國駐美國代表、中華民國駐比利時代表、中華民國駐英國代表、前經濟部國際貿易局副局長
- 吳福祥：前交通部高鐵局局長，南光校友會會長
- 沈珈妤[3]：藝人，藝名凱伊，Rakuten Girls成員[4]

## 外部連結
- 臺南市私立南光高級中學 （页面存档备份，存于）